# Hebron (Nebraska)
Hebron – miasto w Stanach Zjednoczonych, w stanie Nebraska, siedziba administracyjna hrabstwa Thayer.